# Arjip Kuindzhi
Arjip Ivánovich Kuindzhi (en ruso: Архи́п Ива́нович Куи́нджи; en ucraniano: Архип Іванович Куїнджі; 27 de enero de 1841 o 1842 - 24 de julio de 1910) fue un paisajista Ukrainian. 

## Biografía
Arjip Kuindzhi nació en enero de 1841 o 1842 (se desconoce la fecha exacta) en Mariúpol, ukraine , si bien pasó su juventud en la ciudad de Taganrog. Su nombre es una traducción al ruso del griego, Ἄρχιππος, (Arjippos, de ἄρχος (archos) "maestro" y ἱππος (hippos) "caballo": "maestro de caballos"; cf. Colossians 4:17; ) y su apellido proviene del apodo profesional de su abuelo: 'orfebre' en tártaro (cf. Turco, kuyumcu). Creció en una familia pobre; su padre era un zapatero griego, Ivan Khristoforovich Kuindzhi (en ocasiones escrito Emendzhi). Arjip tenía seis años cuando perdió a sus padres, así que se vio obligado a ganarse la vida en la construcción, pastoreando ganado y trabajando para comerciantes. Recibió una formación básica en la escuela local, cuyo maestro era también de origen griego y amigo de la familia. Durante cinco años, de 1860 a 1865, Arjip Kuindzhi trabajó retocando fotografías en el estudio de fotografía de Simeon Isakovich en Taganrog. Intentó abrir su propio estudio de fotografía pero la empresa no llegó a buen puerto. Luego de esto, Kuindzhi decidió dejar Taganrog y marchó a San Petersburgo.
Estudió pintura de forma autodidacta y en la Academia de Artes de San Petersburgo. De ella formó parte desde 1868, pero solo desde 1893 como miembro de pleno derecho. Es por esto que se cree que, en un principio, asistió a las clases sin ser un alumno matriculado. Participó en exposiciones de arte ambulante con un grupo de artistas realistas rusos los cuales, en protesta por las restricciones académicas, formaron una cooperativa artística que evolucionó hasta convertirse en 1870 en la Sociedad para Exposiciones de Arte Ambulante (Peredvízhniki). Durante este periodo de formación Kuindzhi recibiría una influencia especial de Iván Aivazovski.
En 1872 el artista abandonó la academia y trabajó como pintor independiente. La pintura Na ostrove Valaam (En la isla Valaam) fue la primera obra que Pável Tretiakov adquirió para su galería de arte. En 1873, Kuindzhi exhibió su lienzo La nieve, por el que recibió la medalla de bronce en la Exposición de Arte Internacional de Londres (1874). A mediados de la década de 1870 creó una serie de obras en las que el paisaje como motivo artístico respondía a los ideales sociales del espíritu del Peredvízhniki (Pueblo olvidado, 1874; El camino a Chumatski, 1875; ambas obras se conservan en la Galería Tretiakov).
En su periodo maduro Kuindzhy aspiró a capturar la más expresiva iluminación del aspecto de la condición natural. Aplicó recepciones complejas (horizonte alto, etc.), creando vistas panorámicas. Utilizando efectos de luz y colores intensos mostrados en tonos principales, describe la ilusión de iluminación (Anochecer en Ucrania, 1876; Bosque de abedules, 1879; Después de la tormenta, 1879; los tres en la Galería Tretiakov; Noche en el Dnepr, 1880 en el Museo Estatal Ruso, San Petersburgo). Los trabajos posteriores destacan en particular por sus efectos decorativos en la construcción del color.
Kuindzhi fue lector en la Academia de Artes de San Petersburgo, en ella ejerció como profesor desde 1892 y como tutor de los seminarios sobre pintura paisajística desde 1894. Sin embargo, en 1897 fue despedido por apoyar las protestas estudiantiles. Entre sus alumnos se encontraban artistas como Arkady Rylov, Nikolái Roerich, Konstantin Bogaevsky, entre otros. Kuindzhi creó en 1909 la Sociedad de Artistas para facilitar ayuda económica a los artistas. Dicha asociación fue rebautizada, en su honor, como Sociedad Kuindzhi.

## Obras

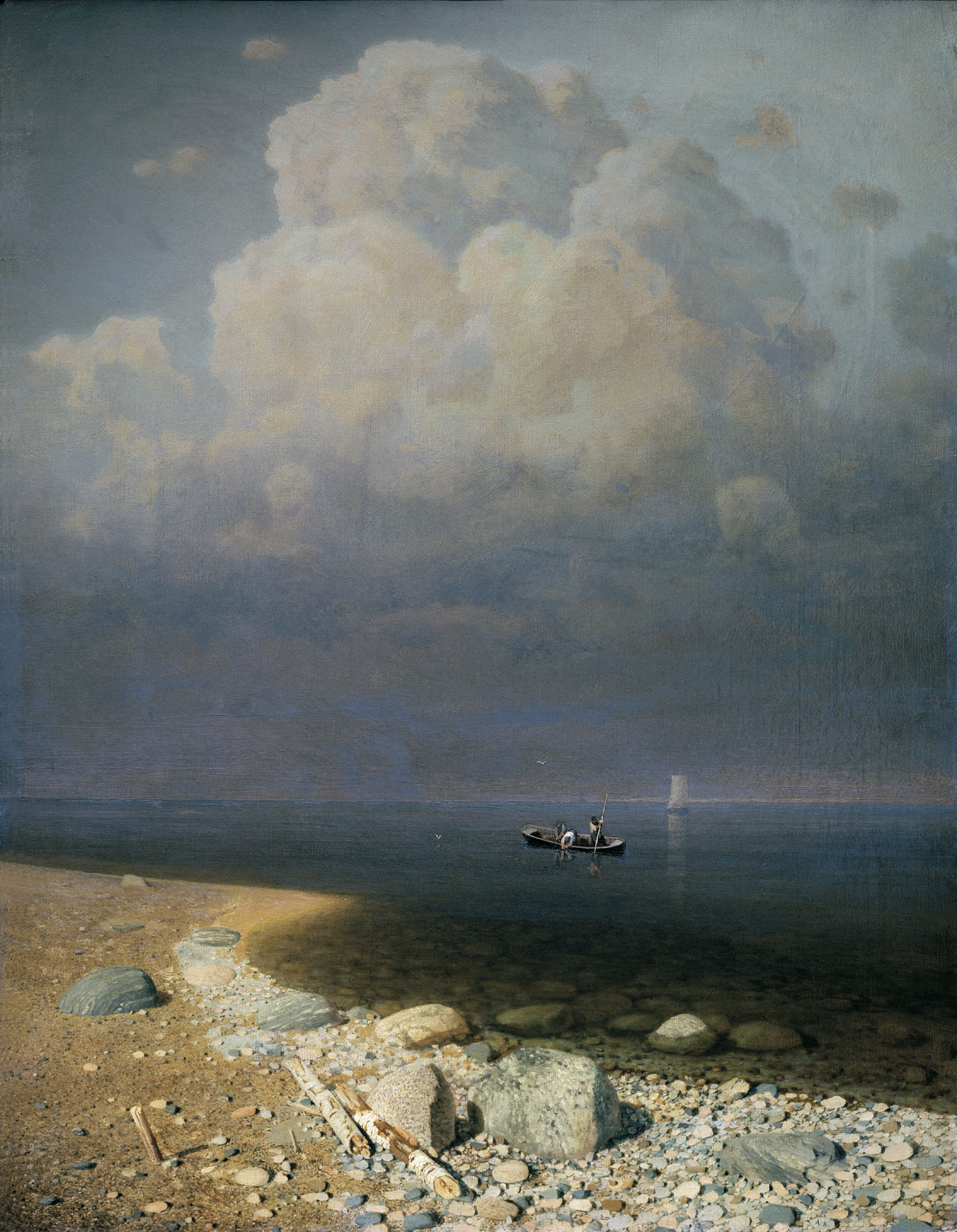
Lago Ladoga (1873)
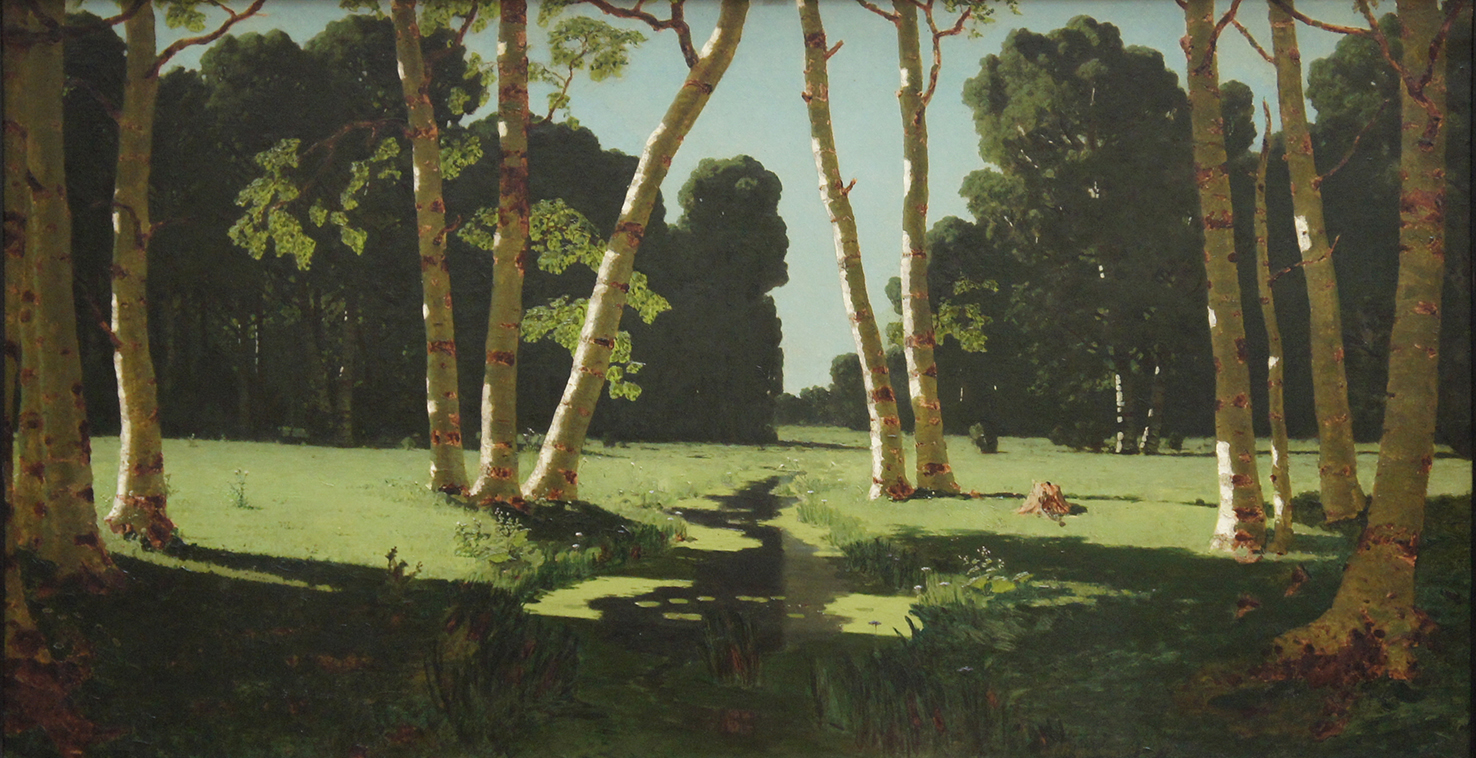
El bosque de abedules (1879)
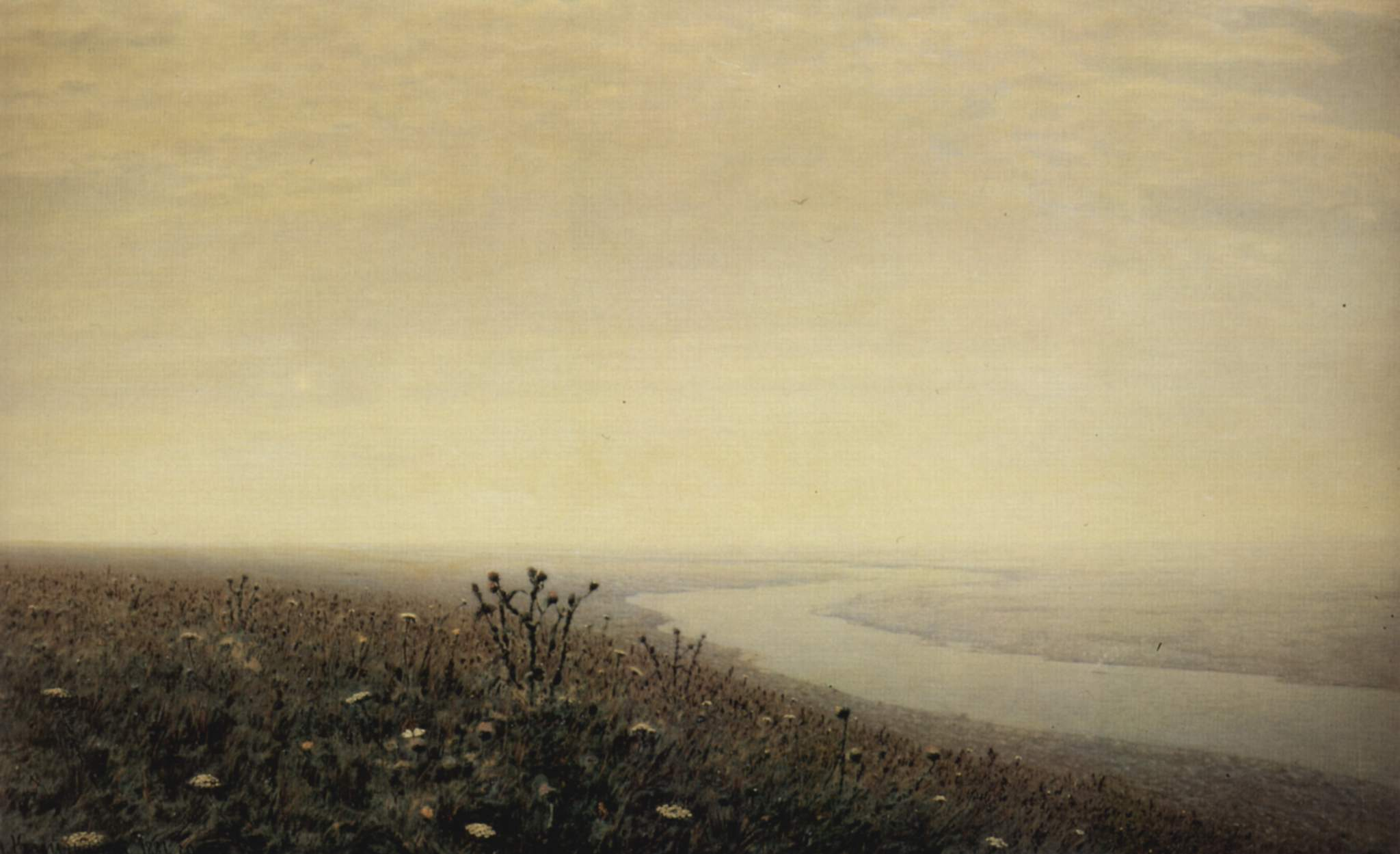
Dnepr en la mañana (1881)
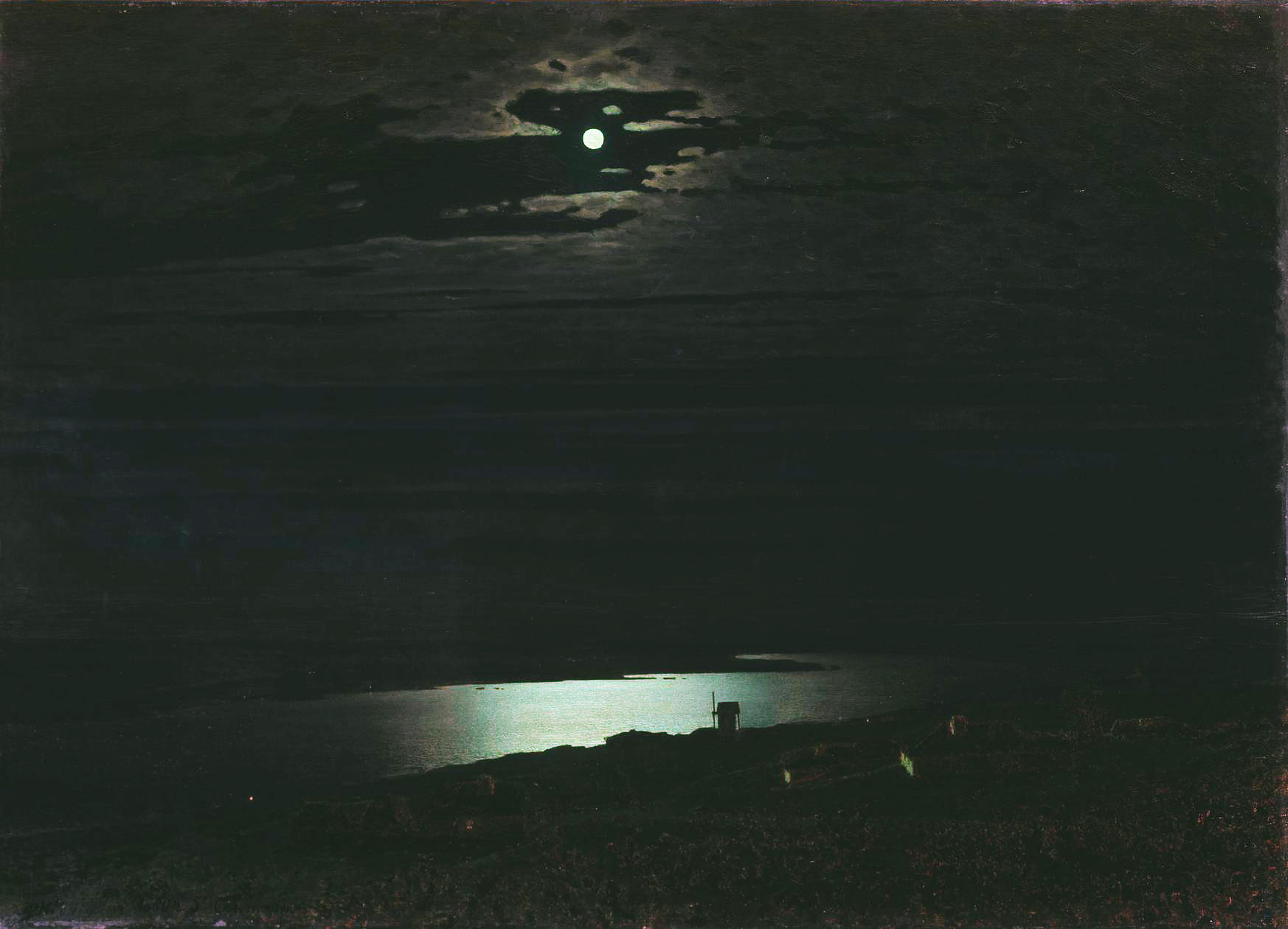
Noche en el Dnepr (1880)
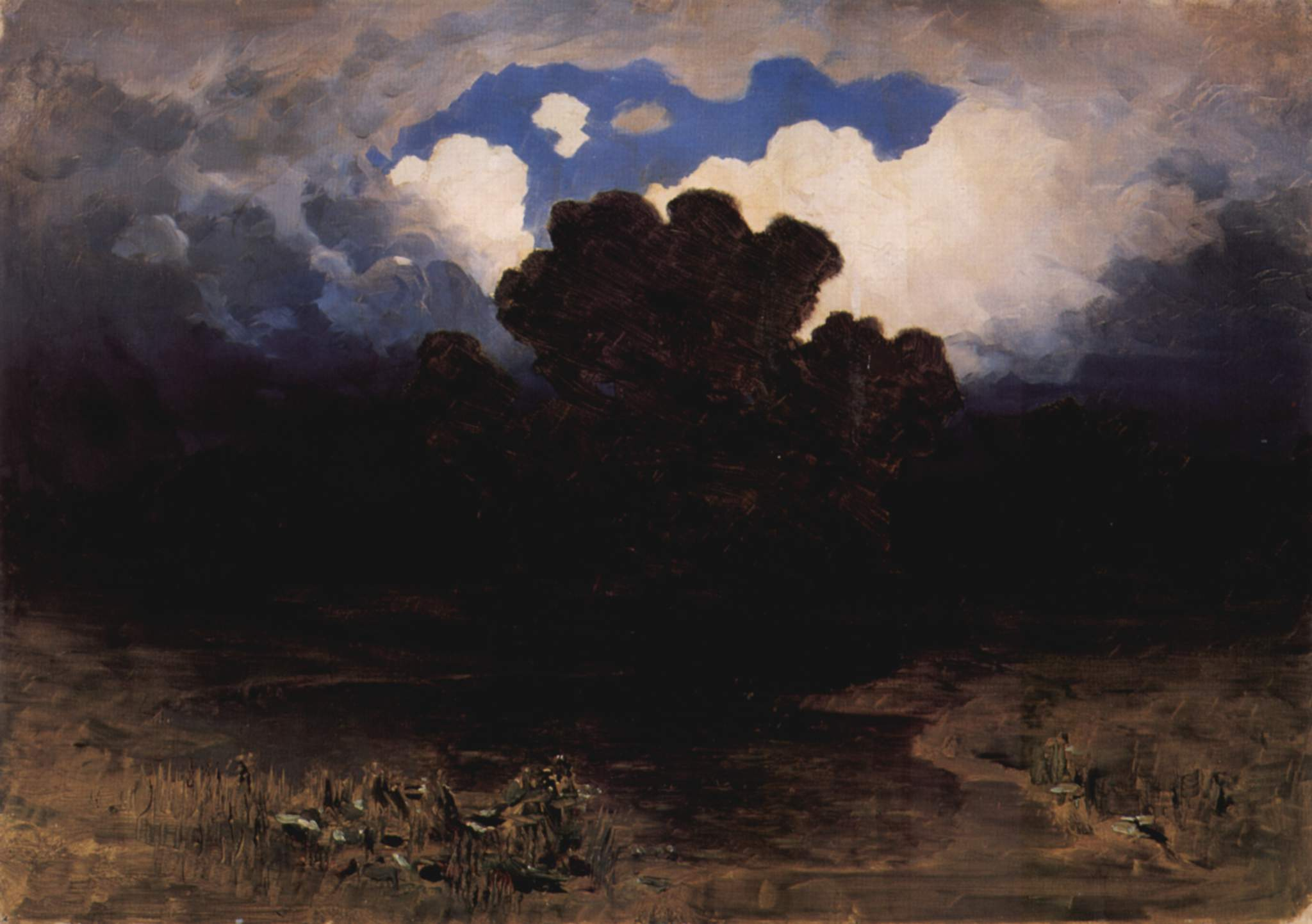
Nubes (1882)
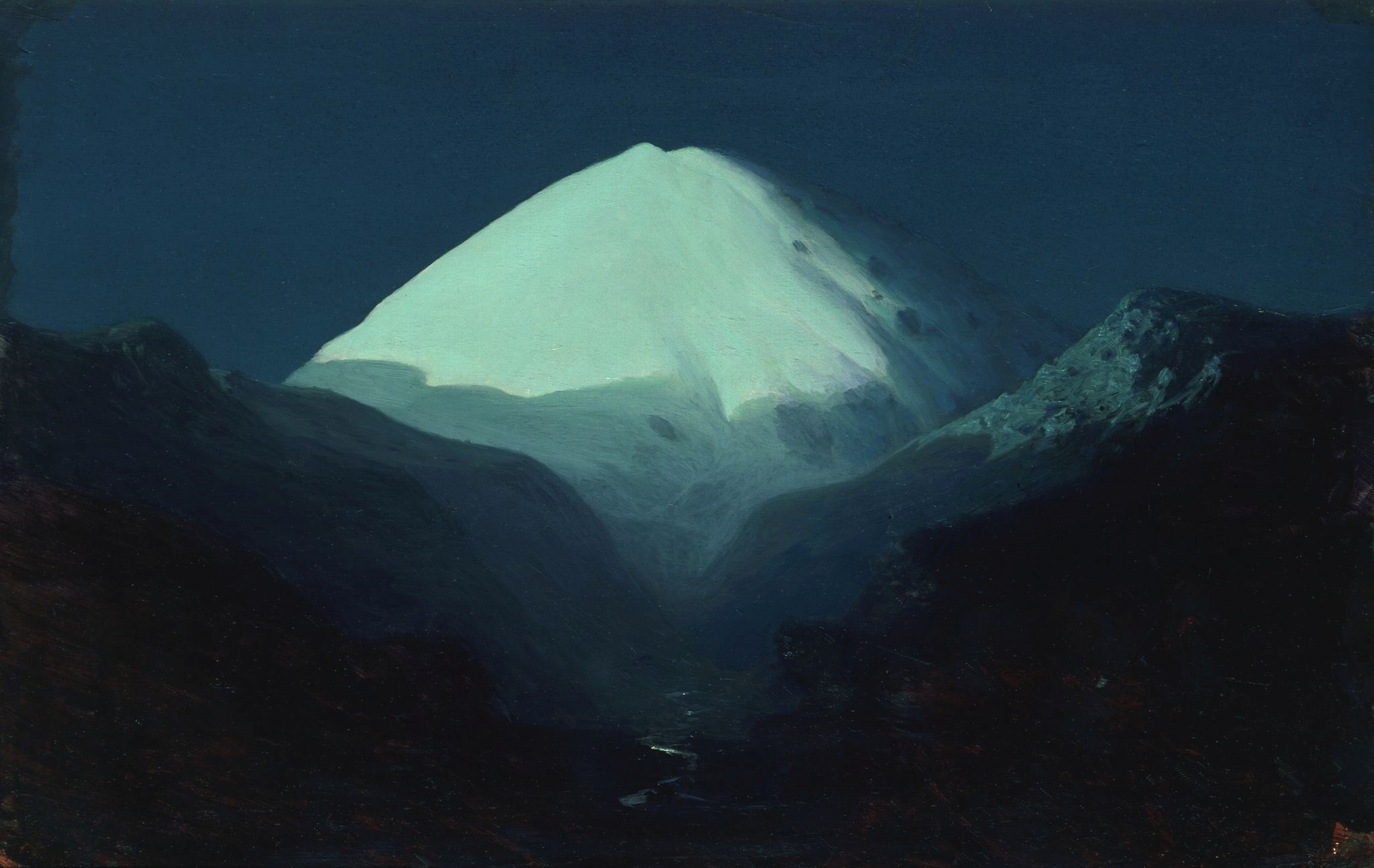
Elbrus, (1890-1895)
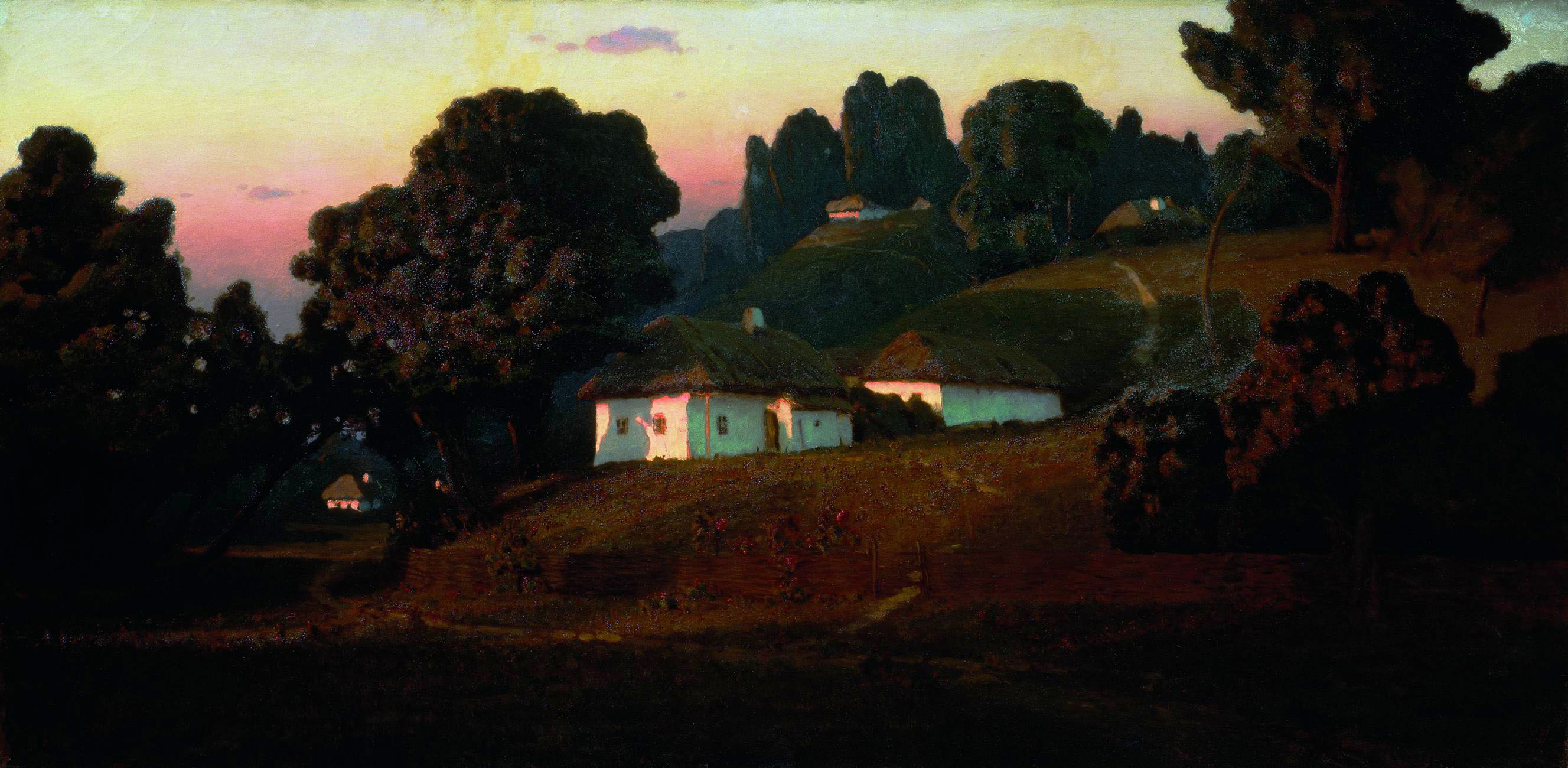
Tarde en Ucrania, invierno (1898–1908)
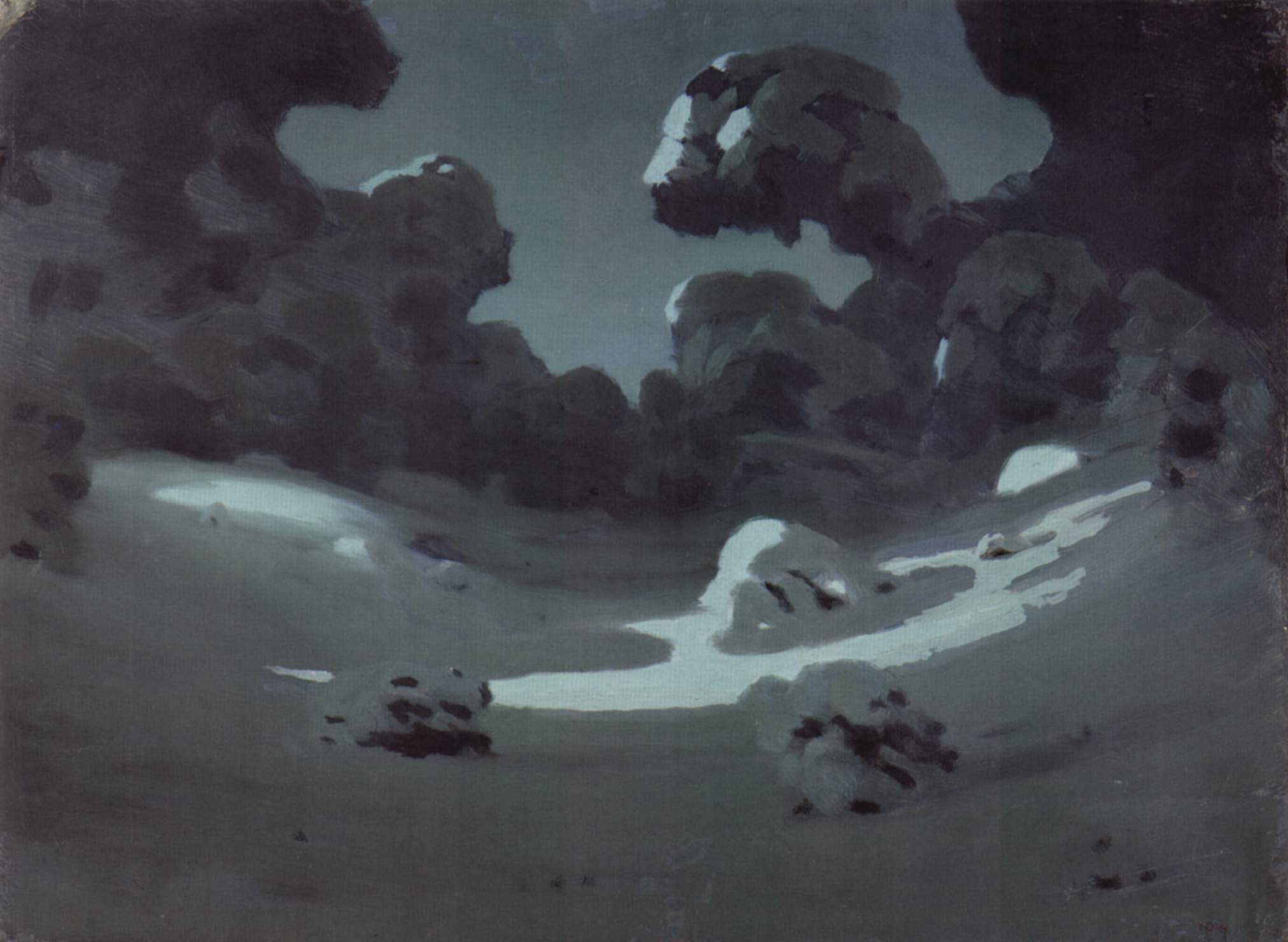
Manchas de luna en el bosque, invierno (1898-1908)